# Sanivārsante
Sanivārsante är en ort i Indien.   Den ligger i distriktet Kodagu och delstaten Karnataka, i den södra delen av landet, 1 800 km söder om huvudstaden New Delhi. Sanivārsante ligger 960 meter över havet och antalet invånare är 4 432.
Terrängen runt Sanivārsante är platt åt nordost, men åt sydväst är den kuperad. Runt Sanivārsante är det tätbefolkat, med 257 invånare per kvadratkilometer. Närmaste större samhälle är Arkalgūd, 19,2 km öster om Sanivārsante. Omgivningarna runt Sanivārsante är en mosaik av jordbruksmark och naturlig växtlighet.